# Emmeline Raymond
Emmeline Suzanne Raymond, född 1828, död 1902, var en fransk journalist och tidningsredaktör. Hon grundade och utgav modemagasinet La Mode Illustrée, som var Frankrikes och en av världens mest framgångsrika i sitt fack under sin samtid, mellan 1860 och 1902.

Hon skrev krönikor i tidningen, där hon bland annat kommentera samtidshändelser som Pariskommunen, och drev en populär frågespalt. Den franska modepressen var under denna tid enorm och internationellt framgångsrik, men de allra flesta modemagasin varade bara några få år, och hennes kom att bli ovanligt långvarig. Hon var också något av en pionjär som kvinnlig moderedaktör, eftersom den överväldigande majoriteten av redaktörer inom den franska modepressen under 1800-talet var män. Tidningen blev efter hennes död övertagen av Aline Raymond. 